# Jennifer Kessy
Jennifer Kessy (ur. 31 lipca 1977 w San Clemente) – amerykańska siatkarka plażowa. Wicemistrzyni olimpijska z Londynu.